# Legs Diamond (album)
Legs Diamond è il primo album dei Legs Diamond, pubblicato nel 1977 per l'etichetta discografica Mercury Records.

## Tracce
1. It's Not The Music
2. Stage Fright (Prince)
3. Satin Peacock (Diamond, Prince)
4. Rock And Roll Man
5. Deadly Dancer
6. Rat Race (Diamond, Prince)
7. Can't Find Love
8. Come With Me (bonus track)

## Formazione
- Rick Sanford - voce, percussioni, flauto
- Roger Romeo - chitarra solista
- Mike Prince - chitarra ritmica, tastiere
- Michael Diamond - basso
- Jeff Poole - batteria, percussioni